# Шарнхорст (Округ Келе)
Шарнхорст (њем. Scharnhorst) општина је у њемачкој савезној држави Доња Саксонија. Једно је од 24 општинска средишта округа Целе. Према процјени из 2010. у општини је живјело 721 становника. Посједује регионалну шифру (AGS) 3351019.

## Географски и демографски подаци
Шарнхорст се налази у савезној држави Доња Саксонија у округу Целе. Општина се налази на надморској висини од 78 метара. Површина општине износи 51,9 km². У самом мјесту је, према процјени из 2010. године, живјело 721 становника. Просјечна густина становништва износи 14 становника/km².

## Међународна сарадња
| Мјесто          | Држава    | Врста сарадње | Од    |
| --------------- | --------- | ------------- | ----- |
| Барнвил Картере | Француска | партнерство   | 1989. |
| Извор           |           |               |       |